# Ramon Vilaseca
Ramon Vilaseca fou músic, escolà major i cantor català. La seva activitat musical i vocal es trobà a finals del segle xviii i principis del XIX i s'ubicà en torn a la capella de Sant Esteve d'Olot, fou substituït per Ignasi Parella quan aquesta es trobava sota el lideratge del mestre Vicenç Alzina. Participà com a cantor en activitats musicals i eclesiàstiques, destacant les de Setmana Santa i altres festivitats assenyalades dins el calendari.